# Phương diện quân Zakavkaz
Phương diện quân Zakavkaz (tiếng Nga: Закавказский фронт), còn gọi là Phương diện quân Ngoại Kavkaz, là một tổ chức tác chiến chiến lược của Hồng quân Liên Xô trong Thế chiến thứ hai.

## Lịch sử

### Thành lập
Phương diện quân Zakavkaz được thành lập ngày 23 tháng 8 năm 1941 trên cơ sở chuyển đổi từ Quân khu Zakavkaz. Ranh giới lãnh thổ của quân khu Zakavkaz khi đó kéo dài dọc biên giới với Thổ Nhĩ Kỳ và dọc theo bờ Biển Đen từ Batumi đến Tuapse. Trung tướng Dmitry Kozlov được bổ nhiệm làm Tư lệnh phương diện quân. Biên chế ban đầu của phương diện quân khi đó có 4 tập đoàn quân Liên Xô gồm các tập đoàn quân 45 và 46 đóng dọc biên giới với Thổ Nhĩ Kỳ và các tập đoàn quân 44 và 47 đóng dọc biên giới với Iran. Hạm đội Biển Đen và Hải đội Azov được phối thuộc trong hoạt động của phương diện quân.
Ngày 25 tháng 8 năm 1941, các tập đoàn quân 44 và 47 tiến vào Iran theo Hiệp ước Hữu nghị Xô-viết ngày 21 tháng 2 năm 1921, loại bỏ mối đe dọa trực tiếp của quân Đức đối với các mỏ dầu ở Baku. Này 27 tháng 8, có thêm Tập đoàn quân 53 thuộc quân khu Turkestan tiến vào Iran từ hướng Turkmenistan.
Ngày 22 tháng 11 năm 1941, Tập đoàn quân 51 được bổ sung vào biên chế của phương diện quân sau khi được sơ tán khỏi Krym. Ngày 1 tháng 12 năm 1941, theo lệnh số 0444 của Dân ủy Quốc phòng Liên Xô, lãnh thổ của phương diện quân được mở rộng gồm cả Gruzia, Armenia, Azerbaijan. Chỉ huy sở được đặt ở Tbilisi.
Ngày 30 tháng 12 năm 1941, Phương diện quân Zakavkaz được đổi tên thành Phương diện quân Kavkaz. Không lâu sau đó, Bộ Tổng tư lệnh tối cao ra chỉ thị số 170070 ngày 28 tháng 1 năm 1942, để thuận tiện cho việc quản lý và hoàn thành thành công hơn nhiệm vụ giải phóng Krym, đã chia Phương diện quân Kavkaz thành Phương diện quân Krym và Quân khu Zakavkaz.

### Tái lập
Phương diện quân Zakavkaz được tái lập từ Quân khu Zakavkaz vào ngày 15 tháng 5 năm 1942 theo chỉ thị số 0075 của Bộ Tổng tư lệnh tối cao (Stavka) ngày 28 tháng 4 năm 1942. Đại tướng Ivan Tyulenev được bổ nhiệm làm Tư lệnh phương diện quân.
Biên chế ban đầu của phương diện quân gồm các tập đoàn quân 45 và 46. Sau đó, bổ sung thêm các tập đoàn quân 4, 9, 12, 18, 37, 44, 47, 56, 58, các tập đoàn quân không quân 4 và 5. Ngày 28 tháng 7 năm 1942, tập đoàn quân 24 được bổ sung vào biên chế phương diện quân.
Ngày 10 tháng 8 năm 1942, theo chỉ thị số 994147 ngày 8 tháng 8 năm 1942 Bộ Tổng tư lệnh tối cao, các tập đoàn quân của phương diện quân trên hướng Grozny, thành lập thành Cụm tác chiến phía Bắc, gồm các tập đoàn quân 9 và 44, do Trung tướng Ivan Maslennikov làm Tư lệnh. Đến ngày ngày 1 tháng 9, các tập đoàn quân hướng duyên hải Biển Đen của Phương diện quân Bắc Kavkaz được thành lập thành Cụm tác chiến Biển Đen chuyển thuộc Phương diện quân Zakavkaz.
Trong Chiến dịch Kavkaz, các cụm tác chiến của phương diện quân đã tiến hành các chiến dịch Mozdok-Malgobek, Nalchik-Ordzhonikidze, Novorossiysk và Tuapse, trong đó, một số hoạt động phối hợp với Hạm đội Biển Đen và Hải đội Azov. Ngày 3 tháng 1 năm 1943, phương diện quân đã phát động một cuộc tấn công của Cụm tác chiến phía Bắc theo hướng Nalchik-Stavropol, và vào ngày 11-16 tháng 1, Cụm tác chiến Biển Đen đã tiến hành một cuộc tấn công vào Krasnodar và Novorossiysk.
Ngày 24 tháng 1 năm 1943, Cụm tác chiến phía Bắc của phương diện quân được chuyển đổi thành Phương diện quân Bắc Kavkaz. Đến ngày 5 tháng 2 năm 1943, Cụm tác chiến Biển Đen và Hạm đội Biển Đen cũng được chuyển vào Phương diện quân Bắc Kavkaz. Lãnh thổ phụ trách của phương diện quân thu hẹp lại, khi đó bao phủ bờ biển Biển Đen trên phần Lazarevskoye - Batumi và biên giới Liên Xô với Thổ Nhĩ Kỳ và Iran. Biên chế tập đoàn quân khi đó chỉ còn Tập đoàn quân 45 và các quân đoàn, sư đoàn độc lập. Chỉ huy sở của phương diện quân đặt trong lãnh thổ Iran.
Ngày 25 tháng 8 năm 1945, sau khi chiến tranh kết thúc, Phương diện quân Zakavkaz được giải thể và tổ chức lại thành Quân khu Tbilisi.

## Lãnh đạo phương diện quân

### Tư lệnh
| STT | Ảnh | Họ tên        | Thời gian sống | Thời gian tại nhiệm            | Cấp bậc tại nhiệm  | Ghi chú                                                            |
| --- | --- | ------------- | -------------- | ------------------------------ | ------------------ | ------------------------------------------------------------------ |
| 1   |     | D.T. Kozlov   | 1896 - 1967    | tháng 8, 1941 - tháng 12, 1941 | Trung tướng (1940) | Bị giáng cấp Thiếu tướng năm 1942. Thăng lại Trung tướng năm 1943. |
|     |     |               |                |                                |                    |                                                                    |
| 2   |     | I.V. Tyulenev | 1892 - 1978    | tháng 5, 1942 - tháng 5, 1945  | Đại tướng (1940)   |                                                                    |

### Ủy viên Hội đồng quân sự
| STT | Ảnh                                       | Họ tên          | Thời gian sống | Thời gian tại nhiệm            | Cấp bậc tại nhiệm                          | Ghi chú                                                                      |
| --- | ----------------------------------------- | --------------- | -------------- | ------------------------------ | ------------------------------------------ | ---------------------------------------------------------------------------- |
| 1   | Tập tin:Shamanin, Fyodor Afanasyevich.jpg | F.A. Shamanin   | 1903 - 1966    | tháng 8, 1941 - tháng 12, 1941 | Chính ủy Sư đoàn (1939)                    | Thiếu tướng (1943)                                                           |
|     |                                           |                 |                |                                |                                            |                                                                              |
| 2   | Tập tin:Павел Иванович Ефимов.jpg         | P.I. Efimov     | 1906 - 1983    | tháng 5, 1942 - tháng 11, 1942 | Chính ủy Lữ đoàn (1942) Thiếu tướng (1942) |                                                                              |
| 3   |                                           | L.M. Kaganovich | 1893 - 1991    | tháng 11, 1942 - tháng 2, 1943 |                                            | Ủy viên Bộ Chính trị, Bí thư Ban chấp hành Trung ương Đảng Cộng sản Liên Xô. |
| 4   | Tập tin:Павел Иванович Ефимов.jpg         | P.I. Efimov     | 1906 - 1983    | tháng 2, 1943 - tháng 5, 1945  | Thiếu tướng (1942)                         | Thượng tướng (1959)                                                          |

### Tham mưu trưởng
| STT | Ảnh                                           | Họ tên              | Thời gian sống | Thời gian tại nhiệm             | Cấp bậc tại nhiệm                | Ghi chú                                               |
| --- | --------------------------------------------- | ------------------- | -------------- | ------------------------------- | -------------------------------- | ----------------------------------------------------- |
| 1   |                                               | F.I. Tolbukhin      | 1894 - 1949    | tháng 8, 1941 - tháng 12, 1941  | Thiếu tướng (1940)               | Nguyên soái Liên Xô (1944)                            |
|     |                                               |                     |                |                                 |                                  |                                                       |
| 2   | Tập tin:Субботин, Алексей Иванович.jpg        | A.I. Subbotin       | 1899 - 1953    | tháng 5, 1942 - tháng 8, 1942   | Thiếu tướng (1940)               |                                                       |
| 3   |                                               | P.I. Bodin          | 1900 - 1942    | tháng 8, 1942 - tháng 10, 1942  | Trung tướng (1941)               | Tử thương trên chiến trường ngày 2 tháng 11 năm 1942. |
| 4   | Tập tin:Серафим Евгеньевич Рождественский.jpg | S.E. Rozhdestvensky | 1904 - 1963    | tháng 10, 1942 - tháng 11, 1942 | Đại tá (1941) Thiếu tướng (1942) |                                                       |
| 5   |                                               | A.I. Antonov        | 1896 - 1962    | tháng 11, 1942 - tháng 12, 1942 | Trung tướng (1941)               | Đại tướng (1943).                                     |
| 6   | Tập tin:Серафим Евгеньевич Рождественский.jpg | S.E. Rozhdestvensky | 1904 - 1963    | tháng 12, 1942 - tháng 11, 1943 | Thiếu tướng (1942)               | Trung tướng (1949).                                   |
| 7   |                                               | S.P. Ivanov         | 1907 - 1993    | tháng 11, 1943 - tháng 6, 1944  | Trung tướng (1943)               | Đại tướng (1968)                                      |
| 8   | Tập tin:Leonid Fedorovich Minuk.jpg           | L.F. Minyuk         | 1900 - 1977    | tháng 6, 1944 - tháng 5, 1945   | Trung tướng (1943)               |                                                       |

## Biên chế chủ lực

### 1 tháng 10 năm 1941
- Tập đoàn quân 44
- Tập đoàn quân 45
- Tập đoàn quân 46
- Tập đoàn quân 47

### 1 tháng 7 năm 1942
- Tập đoàn quân 44
- Tập đoàn quân 46

### 1 tháng 10 năm 1942
Cụm tác chiến phía Bắc
- Tập đoàn quân 9
- Tập đoàn quân 37
- Tập đoàn quân 44
- Tập đoàn quân 58
- Tập đoàn quân không quân 4
- Tập đoàn quân xung kích 8

Cụm tác chiến Biển Đen
- Tập đoàn quân 18
- Tập đoàn quân 46
- Tập đoàn quân 47
- Tập đoàn quân 56
- Tập đoàn quân không quân 5

### 1 tháng 1 năm 1943
Cụm tác chiến phía Bắc
- Tập đoàn quân 9
- Tập đoàn quân 37
- Tập đoàn quân 44
- Tập đoàn quân 58
- Tập đoàn quân không quân 4

Cụm tác chiến Biển Đen
- Tập đoàn quân 18
- Tập đoàn quân 46
- Tập đoàn quân 47
- Tập đoàn quân 56
- Tập đoàn quân không quân 5

### 1 tháng 4 năm 1943
- Tập đoàn quân 45
- Các đơn vị đóng ở Iran

### 1 tháng 4 năm 1944
- Tập đoàn quân 4
- Tập đoàn quân 45